# Invenção (revista)
Invenção (1962 - 1967) foi uma revista literária criada pelo grupo Noigandres, com a colaboração de outros poetas, artistas e teóricos, sendo o segundo veículo de comunicação criado pelos fundadores da Poesia concreta, além da própria revista Noigandres. Invenção também foi o nome de um caderno do jornal Correio Paulistano, que incluiu colaborações, entre outros, do grupo Noigandres, Cassiano Ricardo e Mário Chamie, também divulgando a nova poesia da década de 1960, publicado nos anos 60 e 61. Além dos autores citados, diferentemente de Noigandres, a qual não contou com colaborações internacionais, a revista Invenção incluiu colaborações de vários brasileiros e estrangeiros como Max Bense, Paulo Leminski, Ronaldo Azeredo, Mário Faustino, José Paulo Paes, Eugen Gomringer, Edwin Morgan, E. M. de Melo e Castro, Andrei Voznesensky, Pierre Garnier, Fukiko Kobayashi, Yevgeny Yevtushenko, Ian Hamilton Finlay e Manuel Bandeira, entre outros. Seus editores-chefes foram Décio Pignatari, diretor da revista, Pedro Xisto e Edgard Braga .